# Simone Laudehr

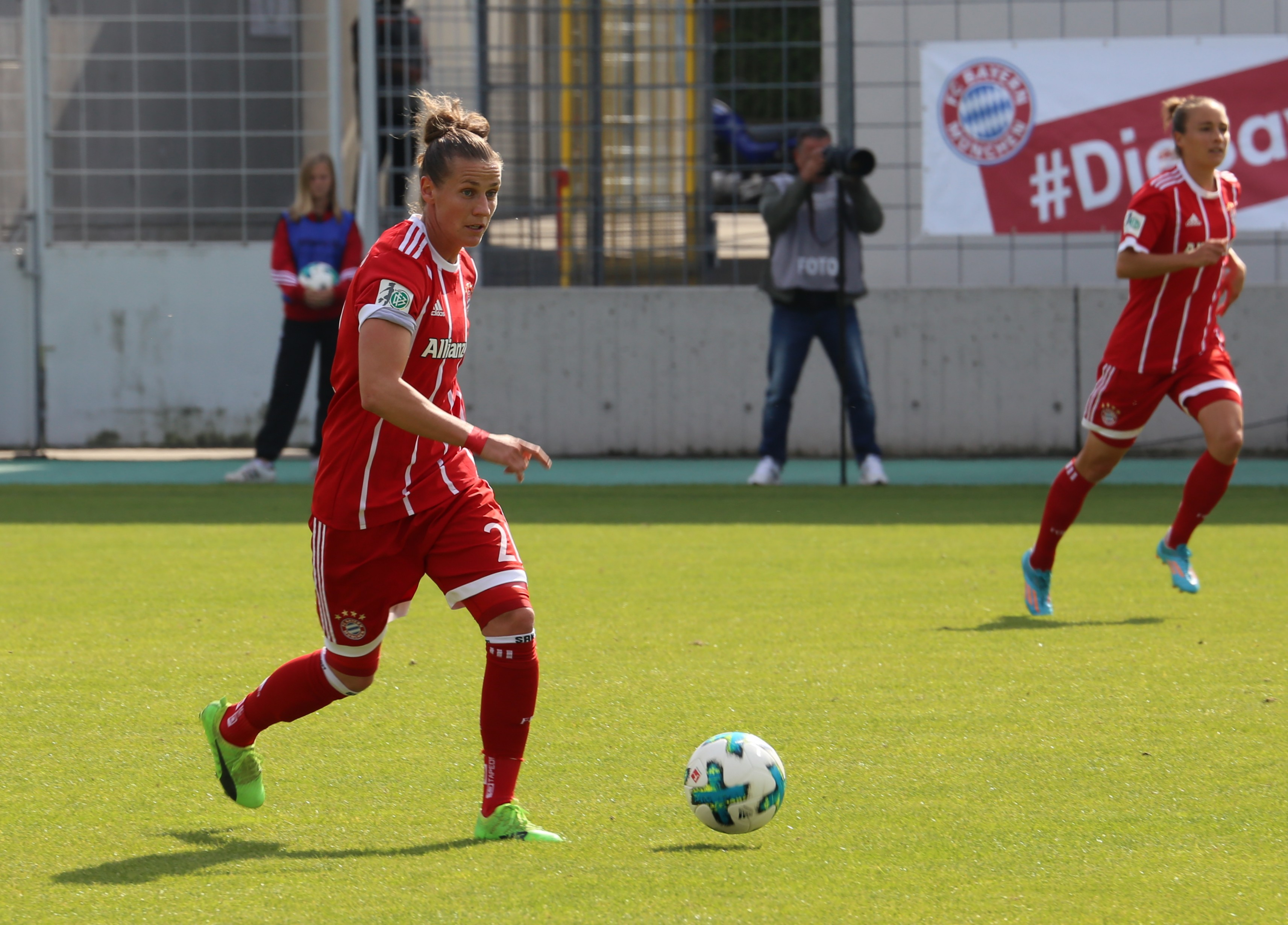
Laudehr im Trikot
des FC Bayern München (2017)

Simone Melanie Laudehr [lauˈdeɐ] (* 12. Juli 1986 in Regensburg) ist eine ehemalige deutsche Fußballspielerin. Sie spielte zuletzt für den Bundesligisten FC Bayern München und war von 2007 bis 2017 für die A-Nationalmannschaft aktiv, mit der sie kurz nach ihrem Debüt den WM-Titel gewann. Laudehr galt als Allrounderin, wurde zumeist jedoch als Mittelfeldspielerin eingesetzt.

## Karriere

### Vereine
Laudehr, die einer deutsch-rumänischen Ehe entstammt, begann im Alter von drei Jahren beim FC Tegernheim in der gleichnamigen Gemeinde im oberpfälzischen Landkreis Regensburg mit dem Fußballspielen. 1996 wechselte sie zum SC Regensburg, bevor sie 2003 vom Bundesligisten FC Bayern München verpflichtet wurde. Nach nur einer Saison wurde sie vom Ligakonkurrenten FCR 2001 Duisburg verpflichtet. Von den Trainern der Bundesliga wurde sie laut Kicker Sportmagazin zur drittbesten Spielerin der Saison 2006/07 hinter Birgit Prinz und Ursula Holl gewählt.
Am 26. Januar 2012 wurde bekannt gegeben, dass Laudehr einen Dreijahresvertrag bis zum 30. Juni 2015 beim 1. FFC Frankfurt unterschrieben hat. Sie wechselte zur Saison 2012/13 an den Main.
Zur Saison 2016/17 wurde sie vom FC Bayern München verpflichtet und mit einem bis zum 30. Juni 2019 gültigen Vertrag ausgestattet. Am 14. März hat sie ihren Vertrag um ein weiteres Jahr bis 2020 verlängert. Im Herbst 2019 verlängerte sie dann erneut um ein weiteres Jahr bis zum Sommer 2021.
Anfang Juni 2021 gab der FC Bayern München bekannt, dass Laudehr ihre Karriere nach der Saison 2020/21 beenden werde. Am 6. Juni 2021 gewann sie nach insgesamt zehn Vizemeisterschaften im letzten Spiel ihrer Karriere erstmals die Deutsche Meisterschaft. Nach dem Karriereende wird sie zunächst im Vereinsmuseum des FC Bayern arbeiten. Sie besitzt eine Trainerlizenz.

### Nationalmannschaft
Nachdem sie von 2001 bis 2003 insgesamt 21 Länderspiele für die U17-Nationalmannschaft bestritten hatte, rückte sie 2004 in die U19-Nationalmannschaft auf, mit der sie im selben Jahr an der vom 10. bis 27. November in Thailand ausgetragenen Weltmeisterschaft teilnahm und mit dem 2:0-Erfolg im Endspiel gegen die Auswahl Chinas den Weltmeistertitel gewann.
Im Juni 2007 wurde sie zum Lehrgang der A-Nationalmannschaft in die Sporthochschule Köln eingeladen und war seinerzeit die einzige Spielerin im Lehrgangskader, die zuvor noch kein Spiel für die A-Nationalmannschaft bestritten hatte. Bundestrainerin Silvia Neid über Simone Laudehr: „Ich kenne Simone schon sehr lange. Sie war bereits in der U19-Nationalmannschaft eine Schlüsselspielerin und hat jetzt eine gute Saison gespielt. Auf Grund von Prüfungen und Verletzungen stand sie bisher nur noch nicht zur Verfügung. Sie kann uns verstärken!“
Am 29. Juli 2007 gab sie in Magdeburg beim 4:0-Sieg im Test-Länderspiel gegen die Nationalmannschaft Dänemarks ihr Debüt im A-Nationalteam. In ihrem zweiten Länderspiel, vier Tage später in Gera, erzielte sie beim 5:0-Sieg im Testspiel gegen die Nationalmannschaft der Tschechischen Republik mit dem Treffer zum 2:0 in der 25. Minute ihr erstes Länderspieltor.
Mit der A-Nationalmannschaft nahm sie an der vom 10. bis 30. September 2007 in China ausgetragenen Weltmeisterschaft teil, bestritt die ersten beiden Gruppenspiele, das mit 3:0 gegen die Auswahl Nordkoreas gewonnene Viertelfinale, das mit 3:0 gegen die Auswahl Norwegens gewonnene Halbfinale und das mit 2:0 gegen die Auswahl Brasiliens gewonnene Endspiel; mit dem einzigen von ihr im Turnier erzielten Tor, dem Treffer zum 2:0-Endstand in der 86. Minute, der auch zum Tor des Monats gewählt wurde, sorgte sie für die vorzeitige Entscheidung im Kampf um den Weltmeistertitel. Das vom 6. bis 21. August 2008 in Peking ausgetragene olympische Fußballturnier beendete sie mit der Nationalelf auf dem dritten Platz.
Bei der vom 23. August bis 10. September 2009 in Finnland ausgetragenen Europameisterschaft wurde sie mit der A-Nationalmannschaft Europameister. In der vom 26. Juni bis 17. Juli 2011 im eigenen Land ausgetragenen Weltmeisterschaft kam sie in vier Turnierspielen zum Einsatz und erzielte ein Tor – das spielentscheidende 1:0 im zweiten Gruppenspiel gegen die Auswahl Nigerias.
An der vom 6. Juni bis 5. Juli 2015 in Kanada ausgetragenen Weltmeisterschaft nahm sie ebenfalls teil, bestritt sechs Spiele und erzielte im mit 10:0 gewonnenen ersten Gruppenspiel gegen die Auswahl des Turnierneulings Elfenbeinküste ihr einziges Tor im Turnier.
2016 wurde Laudehr für das olympische Fußballturnier der Frauen in Brasilien in den Kader der Nationalmannschaft aufgenommen. Im ersten Spiel gegen Simbabwe musste sie in der 19. Minute wegen eines Außenbandrisses im linken Sprunggelenk ausgewechselt werden und bestritt anschließend kein weiteres Spiel mehr. Durch den 2:1-Sieg im Finale gegen Schweden gewann sie die Goldmedaille.
Am 16. September 2017 bestritt sie beim 6:0 gegen Slowenien ihr 100. Länderspiel.
Ihr letztes von 103 Länderspielen bestritt sie am 24. Oktober 2017 gegen die Färöer und wurde danach wegen mehrerer Verletzungen nicht mehr berücksichtigt. Am 14. Mai 2019 erklärte sie am Tag, als der Kader für die WM 2019 ohne sie bekannt gegeben wurde, ihren Rücktritt aus der Nationalmannschaft.

## Erfolge

### Nationalmannschaft
- Weltmeister: 2007
- Europameister (2): 2009 und 2013
- Olympiasieger: 2016
  - Bronzemedaillengewinner: 2008
- U-19-Weltmeister: 2004
- Algarve-Cup-Sieger: Algarve-Cup 2014

### Vereine
- Champions-League-Sieger: 2015
- UEFA-Women’s-Cup-Sieger: 2009
- DFB-Pokal-Sieger: 2009, 2010, 2014
  - Finalist: 2018
- Deutscher Meister: 2021
  - Vizemeisterin: 2005, 2006, 2007, 2008, 2010, 2014, 2017, 2018, 2019, 2020

## Auszeichnungen
- Verdienstorden des Landes Nordrhein-Westfalen[18]
- Silbernes Lorbeerblatt
- „Felix“-Preisträgerin 2007 („Sportlerin des Jahres“ von Nordrhein-Westfalen)[19]
- Nominierung ins Team der besten Spielerinnen bei der U-19-WM 2004
- Torschütze des Monats September 2007[20]

## Sonstiges
Ihre Mutter Doina, eine gebürtige Rumänin aus Bukarest, nahm für ihr Heimatland Rumänien an diversen internationalen Leichtathletik-Wettbewerben teil.
Wegen ihrer kurz vor dem Abschluss stehenden Ausbildung zur Bürokauffrau an ihrem Wohnort Straelen sagte Laudehr eine erste Einladung zur Nationalelf 2006 noch ab. 2007 ging sie zur Sportfördergruppe der Bundeswehr nach Warendorf.